# Carrière Saint-Blaise
La carrière Saint-Blaise est une carrière située à Nanteuil-la-Fosse, en France.

## Localisation
La carrière est située sur la commune de Nanteuil-la-Fosse, dans le département de l'Aisne.

## Historique
Le monument est inscrit au titre des monuments historiques en 1999.